# 5366 Rhianjones
5366 Rhianjones è un asteroide della fascia principale. Scoperto nel 1981, presenta un'orbita caratterizzata da un semiasse maggiore pari a 2,2416065 UA e da un'eccentricità di 0,2056546, inclinata di 4,04198° rispetto all'eclittica.